# Quand la tigresse descendit de la montagne
Quand la tigresse descendit de la montagne (titre original : When the Tiger Came Down the Mountain) est un roman court de fantasy écrit par Nghi Vo et paru en 2020 puis traduit en français et paru aux éditions L'Atalante en 2023. Il s'agit du deuxième livre du cycle Les Archives des Collines-Chantantes et il a été suivi par Entre les méandres, paru en 2022.

## Résumé
L'adelphe Chih, archiviste non binaire de l'abbaye des Collines-Chantantes, se fait accompagner de Si-yu et de son mammouth Piluk afin de passer le col de Kihir. En chemin, ils sont attaqués par trois tigresses métamorphes qui acceptent de les épargner temporairement à la condition que Chih leur raconte des histoires qu'elle a archivées...